# Namanéguéma
Namanéguéma är en ort i Burkina Faso.   Den ligger i regionen Centre-Ouest, i den centrala delen av landet, 80 km väster om huvudstaden Ouagadougou. Namanéguéma ligger 286 meter över havet och antalet invånare är 1 751.
Terrängen runt Namanéguéma är platt. Närmaste större samhälle är Koudougou, 18,0 km nordväst om Namanéguéma.
Omgivningarna runt Namanéguéma är en mosaik av jordbruksmark och naturlig växtlighet. Runt Namanéguéma är det ganska tätbefolkat, med 96 invånare per kvadratkilometer.